# هنري مورتون ديكستر
هنري مورتون ديكستر (بالإنجليزية: Henry Morton Dexter)‏ هو مؤرخ أمريكي، ولد في 1846 في مانشستر في الولايات المتحدة، وتوفي في 1910.